# Våbensted Kirke
Våbensted Kirke er en kirke i landsbyen Våbensted mellem Sakskøbing og Maribo på Lolland.